# 아과스 칠리케스산

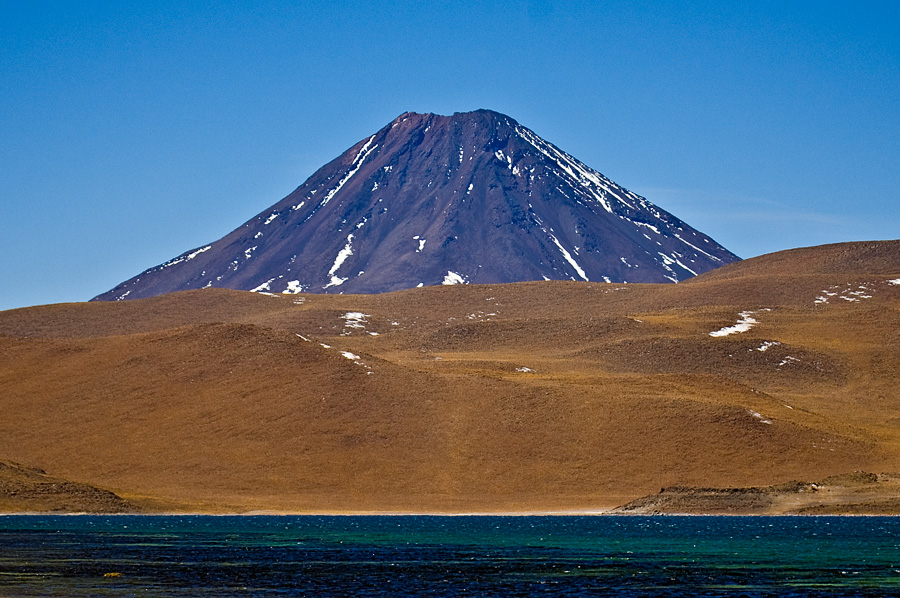

아과스 칠리케스 산(Aguas Chiliques)은 칠레의 안토파가스타에 놓여있는 안산암질 성층 화산이다. 이 화산은 라스카르 화산과
함께 이웃해 있으며, 화산활동은 많이 없지만 활동을 재개할 가능성이 보인다. 라스카르 화산과 붙어 있고 아래에는 염호가 있다. 분화구는 작고,
오랫동안 분화한 기록이 없지만 곧 분화를 다시 할 수 가 있다.